# Blue Beetle

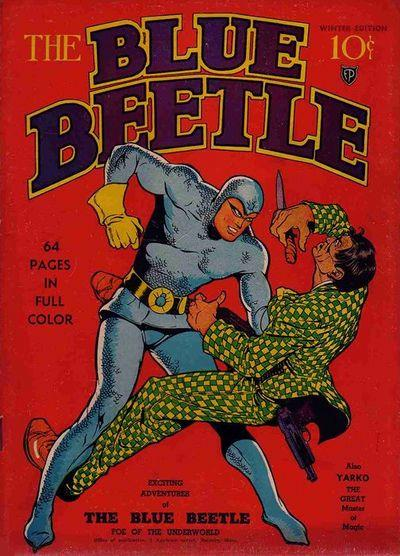
Cover von US-Blue Beetle #1 (Fox Comics, 1939)

Blue Beetle (dt. „Blauer Käfer“, freier übersetzt „Azurkäfer“) ist der Titel einer Reihe von Comicveröffentlichungen die seit 1939 von den US-amerikanischen Verlagen Fox Comics, Charlton Comics, Americomics und DC Comics herausgegeben wurde. Heute erscheinen die Comics bei DC.
Die Blue Beetle-Comics schildern die Erlebnisse eines gleichnamigen maskierten Abenteurers, der, ausgestattet mit einem Arsenal elaborierter technischer Hilfsmittel, und unter Rückgriff auf seine bemerkenswerten körperlichen und geistigen Fähigkeiten, gegen „das Böse“ (Kriminelle, Nazispione während des Zweiten Weltkrieges, Kommunisten in der Ära des Kalten Krieges etc.) zu Felde zieht. Seinen Namen verdankt der Charakter dem Umstand, dass sein blaues insektenähnliches Kostüm ihn ein wenig wie einen blaufarbenen Käfer aussehen lässt. 

## Einordnung
Die Reihe wird traditionell dem (Sub-)Genre des „Superheldencomics“, einer spezifisch amerikanischen Ausprägung des Science-Fiction-Comics, zugerechnet, verarbeitete aber auch gelegentlich Elemente aus Bereichen wie dem Detektiv- oder dem Humorcomic. Wie in vielen anderen derart langlebigen US-amerikanischen Superheldencomics ist der Protagonist der Blue-Beetle-Comics, d. h. der „Mann hinter der Maske“ des „Azurkäfers“, über die Jahrzehnte hinweg verschiedentlich ausgetauscht worden: Während die ursprünglichen Blue-Beetle-Geschichten der 1940er-Jahre einen Mann namens Dan Garrett (Blue Beetle I) in den Mittelpunkt stellten, verbarg sich in den Geschichten der 1960er- bis frühen 2000er-Jahre ein anderer Mann namens Ted Kord (Blue Beetle II) hinter dem Titelhelden, während die neuesten Blue-Beetle-Storys sich um einen jungen Latino namens Jaime Reyes (Blue Beetle III) drehen.

## Veröffentlichungsdaten

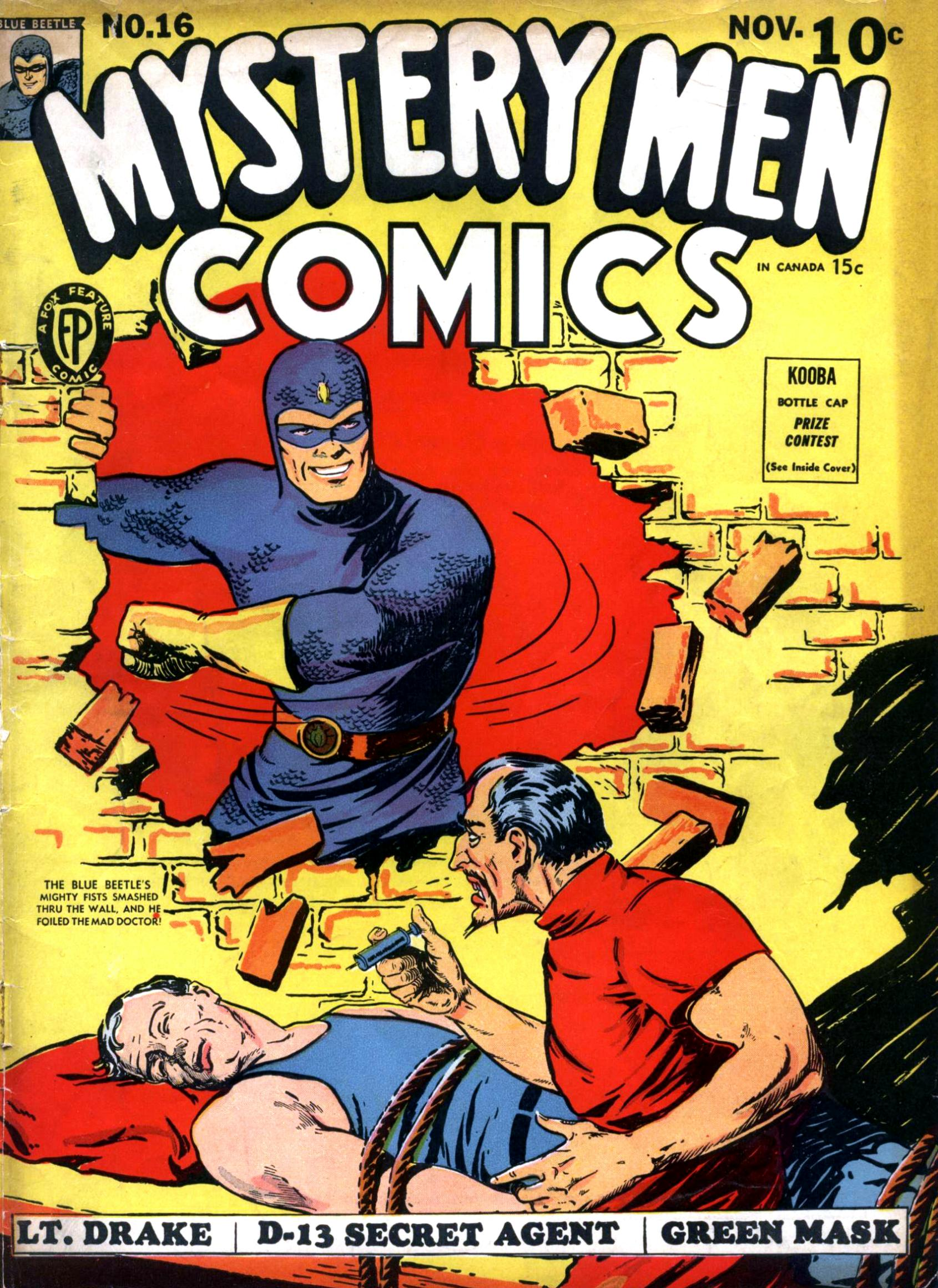
Cover von US-Mystery Men Comics #16 (Fox Comics, 1940)

Die erste Blue Beetle-Geschichte erschien im August 1939 in dem Comicheft Mystery Men Comics #1. Zeichner dieser Geschichte und künstlerischer Vater von Blue Beetle war der Amerikaner Charles Nicholas Wojkowski. Der Autor ist unbekannt, wiewohl die Fachdatenbank Grand Comic Database vorsichtig die Vermutung anstellt, dass der Autor Will Eisner gewesen sein könnte. Parallel hierzu erschien ein Comicstrip über Blue Beetle, der in verschiedenen amerikanischen Tageszeitungen abgedruckt wurde.
Die erste Serie erschien von 1939 bis August 1950 (sechzig Hefte, nummeriert als #1-42 und #44-60), die zweite vom Februar 1955 bis August 1955 (vier Hefte, nummeriert als #18-21), die dritte vom Juni 1964 bis März/April 1965 (fünf Hefte), die vierte vom Juli 1965 bis Februar/März 1966 (fünf Hefte, nummeriert als #50-54), die fünfte vom Juli 1967 bis November 1968 (fünf Hefte), die sechste vom Juni 1986 bis Mai 1988 (24 Hefte) und die siebte schließlich von Mai 2006 bis Februar 2009 (36 Hefte).
Die erste Serie (Volume 1) wurde ursprünglich von Fox Comics auf den Markt gebracht und erreichte insgesamt 60 Ausgaben. Die Ausgaben #12 bis 30 der Serie wurden dann von Holyoke Publishing verlegt, bevor die Ausgaben #31 bis 60 wieder von Fox Comics übernommen wurden. Die Serie erschien zunächst in zweimonatlichem Rhythmus (bis #13), dann bis zur Ausgabe #36 monatlich, von #3 bis 40 vierteljährlich, von #41 bis 44 wieder zweimonatlich und zuletzt von Ausgabe #45 bis 60 erneut monatlich.
Die zweite bis fünfte Serie (Volume 2 bis 5) unter dem Titel Blue Beetle erschienen bei Charlton Comics, der die Rechte an Blue Beetle in den späteren 1950er-Jahren vom inzwischen Konkurs gegangenen Fox Feature Syndicate übernommen hatte. Die sechste und siebte Serie wurden bzw. werden schließlich von dem Verlag DC Comics herausgegeben, der seit 1983, nachdem Charlton kurz zuvor den Betrieb einstellen musste, die Rechte an Blue Beetle und vielen anderen Charlton-Figuren hält. DC integrierte die Figur des Blue Beetle kurz darauf, 1985, im Zuge der Krise der Parallelerden in seine Hauptkontinuität (die bis dahin auf der Parallel-Erde, Erde-4, angesiedelt war), sodass Blue Beetle mit alt eingesessenen DC-Helden wie Batman und Superman aber auch allen übrigen interagieren und gemeinsame Abenteuer erleben konnte. Die zweite, sowie die fünfte bis siebte Serie wurden im Monatstakt auf den Markt gebracht, die dritte Serie zunächst (bis #4) monatlich, dann zweimonatlich (ab #5), die vierte ebenfalls erst monatlich (bis #53) und dann zweimonatlich (ab #54).
Zu den Autoren die im Laufe der Jahrzehnte an den Blue-Beetle-Comics gearbeitet haben zählen unter anderen Gary Friedrich (1. Serie), Joe Gill (3. und 4. Serie), Len Wein (6. Serie) und Keith Giffen. Aus der Reihe der Zeichner, die an dem „Käfer“ gearbeitet haben ragen Jack Kirby und Steve Ditko heraus. Kirby zeichnete in den 1940er-Jahren, unter einem Pseudonym, einige der Zeitungsstrips dieser Jahre, und Ditko war im Wesentlichen der Schöpfer der Figur von Ted Kord, der zweiten Version von Blue Beetle, die Charlton ab 1966 auf den Markt brachte. Ditko schuf das Erscheinungsbild, die Persönlichkeit und die Umgebung der zweiten Variante des Charakters.
Weitere Zeichner waren Tony Tallarico (3. und 4. Serie) und Dick Giordano.

## Handlung und Hauptfigur
Die ersten vier Serien, die unter dem Titel „Blue Beetle“ erschienen, stellten einen Mann namens Dan Garrett in ihren Mittelpunkt, einen typischen Mittelklasseamerikaner der 1930er- und 1940er-Jahre, der für die traditionellen Werte des Mainstream-Amerikas eintritt. Die fünfte und sechste Blue Beetle-Serie fokussierten demgegenüber mit dem vergnügten Millionär Ted Kord, eine deutlich ungewöhnlichere Figur. Die siebte Serie stellt mit dem jungen Latino-Texaner Jaime Reyes schließlich einen Angehörigen einer ethnischen Minderheit in den Mittelpunkt.

### Dan Garrett
Dan Garrett wird in seiner Debütgeschichte von 1939 als ein junger Polizist vorgestellt, der – desillusioniert über die Möglichkeiten, dem auswuchernden Verbrechen in seiner Heimatstadt mit konventionellen Methoden Herr zu werden – in ein käferähnliches Spezialkostüm schlüpft, mit dem er den Kampf gegen die Unterwelt aufnimmt. Seine Ausrüstung besteht dabei aus einem kugelsicheren Anzug und „Vitaminen“ namens 2X, die er regelmäßig einnimmt, um sich vorübergehend Superkraft und -ausdauer für seine Einsätze zu verschaffen. 
Unterstützt wird Garrett bei seinen Aktionen von dem Apotheker Dr. Franz – der ihn mit den 2X-Vitaminen versorgt und in späteren Heften erklärungslos aus der Serie verschwindet – von seiner Freundin Joan Mason, einer Reporterin der Zeitung „Daily Blade“ und von Mike Mannigan, der in seiner Identität als Polizist Garretts Partner ist. Mannigan, ein stereotyper Iro-Amerikaner, ist dabei beständig unfähig zu erkennen, dass sein Partner und der von ihm unterstützte Superheld ein und dieselbe Person sind.
Nachdem der Verlag Charlton in den 1950er-Jahren die Rechte an Blue Beetle übernommen, und in den späteren 1950er- und frühen 1960er-Jahren einige weitere Geschichten um den „alten Beetle“, d. h. Garrett, veröffentlicht hatte, begann er in den 1960er-Jahren damit, eine neue Interpretation des Grundthemas zu entwickeln.
Zunächst wurde versucht, Garretts Hintergrundgeschichte interessanter zu gestalten, indem der Großstadtpolizist nachträglich in einen Archäologen verwandelt wurde, der bei einer Grabung auf ein ägyptisches Artefakt gestoßen war – einen Skarabäus – das ihm übermenschliche Kräfte verlieh, die er für seinen Kampf gegen das Verbrechen nutzte. Nachdem auch dieses veränderte Rezept keinen Erfolg gebracht hatte, beschloss man den Träger des Blue Beetle-Kostüms auszutauschen.

### Ted Kord
An die Stelle des Archäologen Garrett wurde dessen Schüler, der Millionär Ted Kord gestellt, der zum neuen Blue Beetle wird, als der im Sterben liegende Garrett ihn bittet, sein Erbe fortzuführen. Kord übernimmt das Käferkostüm, ändert dies optisch ein wenig in eine etwas dynamischere Variante, und erlebt fortan als neuer Blue Beetle viele Abenteuer. 
Anders als Garrett bleiben Kord die Geheimnisse des Skarabäus verborgen. Während der Skarabäus für Garrett (zumindest in der späteren Version der Figur) die Grundlage seiner außergewöhnlichen Fähigkeiten ist, die er ihm auf „magische Weise“ verleiht, trägt Kord ihn nur als „Talisman“ mit sich herum, ohne seine Magie zu benutzen. Stattdessen verlässt er sich auf seine erstaunlichen akrobatischen und kampfsportlerischen Fähigkeiten und seine genialen Fähigkeiten als Erfinder und Ingenieur. Letztere ermöglichen es Kord, sich für seine Aktionen mit einer Vielzahl technischer Gerätschaften auszurüsten, die ihm in brenzligen Situationen sehr zu Hilfe kommen. Das wichtigste ist dabei der Big Beetle, ein einem Käfer ähnelndes Fluggefährt, das Kord als Transportmittel nutzt. Sein teures Superheldenleben finanziert Kord durch seine Firma „Kord Industries“. 
In den 1980er- bis 2000er-Jahren wurde der Ted Kord-Blue Beetle als Lead-Charakter in allerlei Team-Serien, wie Justice League of America (Justice League International), Extreme Justice oder L.A.W., eingebaut, in denen er als Teil von Superhelden-Gruppen mit mehr oder weniger großen äußeren Bedrohungen zu kämpfen hatte. Hinzu kommen die Tücken des Lebens und Arbeitens in einer Gruppe. Als sein bester Freund, und häufigster Partner, figuriert in diesen Geschichten meist der profilierungssüchtige Zeitreisende Michael Jon Carter, alias Booster Gold. Gemeinsam ist beiden Figuren vor allem ihr heiteres Gemüt und eine gehörige Portion Humor. Als kongeniale Chaoten sorgen sie dabei vor allem in den Justice League-Geschichten der 1980er- und 1990er-Jahre für viele haarsträubende Probleme innerhalb des Teams, dem sie angehören. In seiner Soloserie aus den 1980er-Jahren hat Blue Beetle (Kord) es indessen mit „typischen“ Superhelden-Bedrohungen wie dem Schurken Chronos zu tun.
Kord wird später von Maxwell Lord, dem Führer einer Geheimorganisation namens „Checkmate“, gefangen genommen und mit einem Schuss in den Kopf exekutiert, als er versucht, das Hauptquartier von Checkmate zu infiltrieren (US-Infinite Crisis – Countdown, 2005). Vor seinem Tod hat er jedoch den Skarabäus in Sicherheit gebracht, den er bei dem Zauberer Shazam, der am „Fels der Ewigkeit“ lebt – einem magischen Ort, der außerhalb von Raum und Zeit existiert – hinterlegt hat. Als Shazams Refugium zerstört wird, wird der Skarabäus von der Wucht der Explosion nach Texas geschleudert.

### Jaime Reyes
Der dritte Blue Beetle und erster allein bei DC publizierter Blue Beetle ist Jaime Reyes. Seinen ersten Auftritt hatte Jaimes Reyes 2006 in US-Infinite Crisis #3, das erste Mal in der Identität des Blue Beetle tauchte er später im selben Jahr in US-Infinite Crisis #5 auf. Er wurde von Keith Giffen, John Rogers und Cully Hamner geschaffen. Jaime Reyes ist ein Teenager aus El Paso, Texas, der den von Kord vor seinem Tod weggeschickten Skarabäus in der Nähe der Werkstatt seines Vaters, einem Automechaniker, findet. Er hält das Artefakt zunächst für nichts weiter als ein totes Insekt und legt es beiseite. Während er schläft, verschmilzt der Skarabäus jedoch mit seiner Wirbelsäule und macht ihn zum neuen, dritten, Blue Beetle.
Gemeinsam retten Reyes und Booster Gold, sowie Garrett und ein weiterer zukünftiger Blue Beetle, dessen Identität bislang ungeklärt ist, schließlich Kord nachträglich auf einer Zeitreise vor seinem Tod, indem sie ihn Sekunden, bevor ihn die tödliche Kugel trifft, aus dem Zeitstrom „herauspflücken“. Seither begleitet Kord, der weiterhin als tot gilt, Booster Gold auf seinen Zeitreiseabenteuern. Hauptgrund dabei ist, dass so eine Beschädigung des Raum-Zeit-Gefüges vermieden werden soll, die eintreten würde, wenn Kord, dessen Tod der „Geist des Zeitstroms“ eigentlich vorgesehen hatte und dessen Überleben daher eine Anomalie ist, längere Zeit an einem Ort und einer Zeit bleibt.

## Adaptionen
Vom Mai bis September 1940 wurden die Blue Beetle-Geschichten in einer, in den Vereinigten Staaten landesweit ausgestrahlten, Hörfunksendung adaptiert. Die Radioserie erzählte, wie die Comics, die Abenteuer eines jungen Polizisten der, in seiner zweiten Identität als Blue Beetle, dem aus den Fugen laufenden Verbrechen in seiner Heimatstadt mit außergewöhnlichen Mitteln zu Leibe rückt. Die Stimme für die Hauptfigur lieferte der Schauspieler Frank Lovejoy.
In Alan Moores Graphic Novel Watchmen, den DC in den 1980er-Jahren veröffentlichte, treten zwei Figuren namens Nite Owl (1. und 2.) auf, die dem ersten und zweiten Blue Beetle, Dan Garrett und Ted Kord, nachempfunden sind. Moore hatte ursprünglich die beiden ersten Blue Beetles für seine Geschichte verwenden wollen, von diesem Plan jedoch auf Wunsch der Leitung von DC – die fürchtete, die Figuren würden in der Folge in derart hohem Maße mit Watchmen identifiziert werden, sodass sie für andere Projekte „unbrauchbar“ würden – Abstand genommen.
Im August 2023 erschien der im DC Extended Universe angesiedelte Film Blue Beetle über Jaime Reyes. Die titelgebende Hauptrolle wird dabei von Xolo Maridueña übernommen, während Angel Manuel Soto als Regisseur tätig ist.